# Bahram V
Bahram V var en persisk kung av den sassanidiska ätten. Han regerade mellan 420 och 438.